# Jiří Wolker

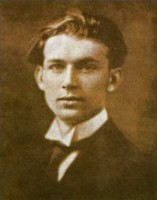
Jiří Wolker

Jiří Karel Wolker (* 29. März 1900 in Prostějov; † 3. Januar 1924 ebenda) war ein tschechischer Dichter. 

## Leben
Wolker wuchs als Sohn einer wohlhabenden großbürgerlichen Familie in Prostějov auf.  
Mit der Aufnahme eines Studiums in Prag 1919 geriet Wolker  in die Kreise linker Intellektueller, die sich in Prager Kaffeehäusern trafen. Er schrieb Gedichte und wurde auf der Suche nach einem neuen poetischen Stil von den zeitgenössischen Dichtern A.M. Píša, Miloš Jirko, František Němec, Zdeněk Kalista und Josef Suk beeinflusst. 
1921 veröffentlichte er seine erste Gedichtsammlung Host do domu (deutsch Gast ins Haus). Die Gedichte betrachteten die Welt mit den Augen eines „Dichterkindes“ und zeichneten sich durch einen einfachen, unprätentiösen Stil, durch Harmonie und kindliche Einfachheit aus. 
Das Gedicht Svatý Kopeček erschien in der Zeitschrift Červen (Juni) und brachte die Erfahrung der Heimkehr in den Kreis der Familie zum Ausdruck. Wolker entwarf im Unterschied zu den Dichtern der zeitgenössischen tschechischen Avantgarde ein stabiles Weltbild auf der Grundlage einer sozialistischen Weltanschauung. Er wurde Mitglied der Literární skupina (Literarische Gruppe) in Brno, die  eine Zeitschrift mit dem Namen Host (Der Gast) in Anlehnung an den Titel von Wolkers Gedichtsammlung plante. Nach Veröffentlichung ihres Manifests, das er als utopisch ablehnte, verließ er die Gruppe im September 1922 wieder. Er wurde zunächst Mitglied des Künstlerclubs Devětsil, verließ diese Gruppe aber wieder, nachdem sie sich einer eher unpolitischen Poesie zuwendete. 
Danach begann Wolker mit Dramen und Prosa zu experimentieren. Er veröffentlichte eine Sammlung von Einaktern und Prosatexten unter dem Titel Tři hry (Drei Stücke). Sein erklärtes Ziel ist, anstelle einer reinen Lyrik mehr narrative Elemente in die Poesie einzubeziehen. Seine Dichtung wurde literarisch von den Balladen Karel Jaromír Erbens, Jan Nerudas und Petr Bezručs beeinflusst. Die in seinen frühen Gedichten vorherrschende kindliche Sicht auf die Welt kontrastierte er nun mit dem empfindenden und zur Tat appellierenden Herzen des Mannes und thematisiert soziale Missstände wie Unterdrückung, Armut und Ungerechtigkeit. Insgesamt ist ein starker Einfluss kommunistischer Ideen auf Wolkers Dichtung festzustellen. 
Im April 1923 erkrankte er an Tuberkulose. Mit seiner Mutter reiste er in ein Sanatorium in Tatranská Polianka (Weszterheim) in der Hohen Tatra. Die Krankheit verschlimmerte sich und Wolker schrieb im November 1923 unter dem Eindruck seines bevorstehenden Todes sein eigenes Epitaph. Anfang Januar 1924 erlag er der Krankheit. 
Bald nach seinem Tod avancierte Jiří Wolker zu einer Kultfigur. Es entbrannte eine Kontroverse zwischen kommunistischen Intellektuellen, die Wolkers Werk für ihre politischen Ziele reklamierten, und Poeten der Avantgarde, die eine Verbindung zwischen Lyrik und politischen Programmen grundsätzlich zurückwiesen. Nach der Etablierung der Herrschaft der Kommunisten in der Tschechoslowakei 1948 wurde Wolkers Werk als Verkörperung der Werte sozialistischer Poesie interpretiert.

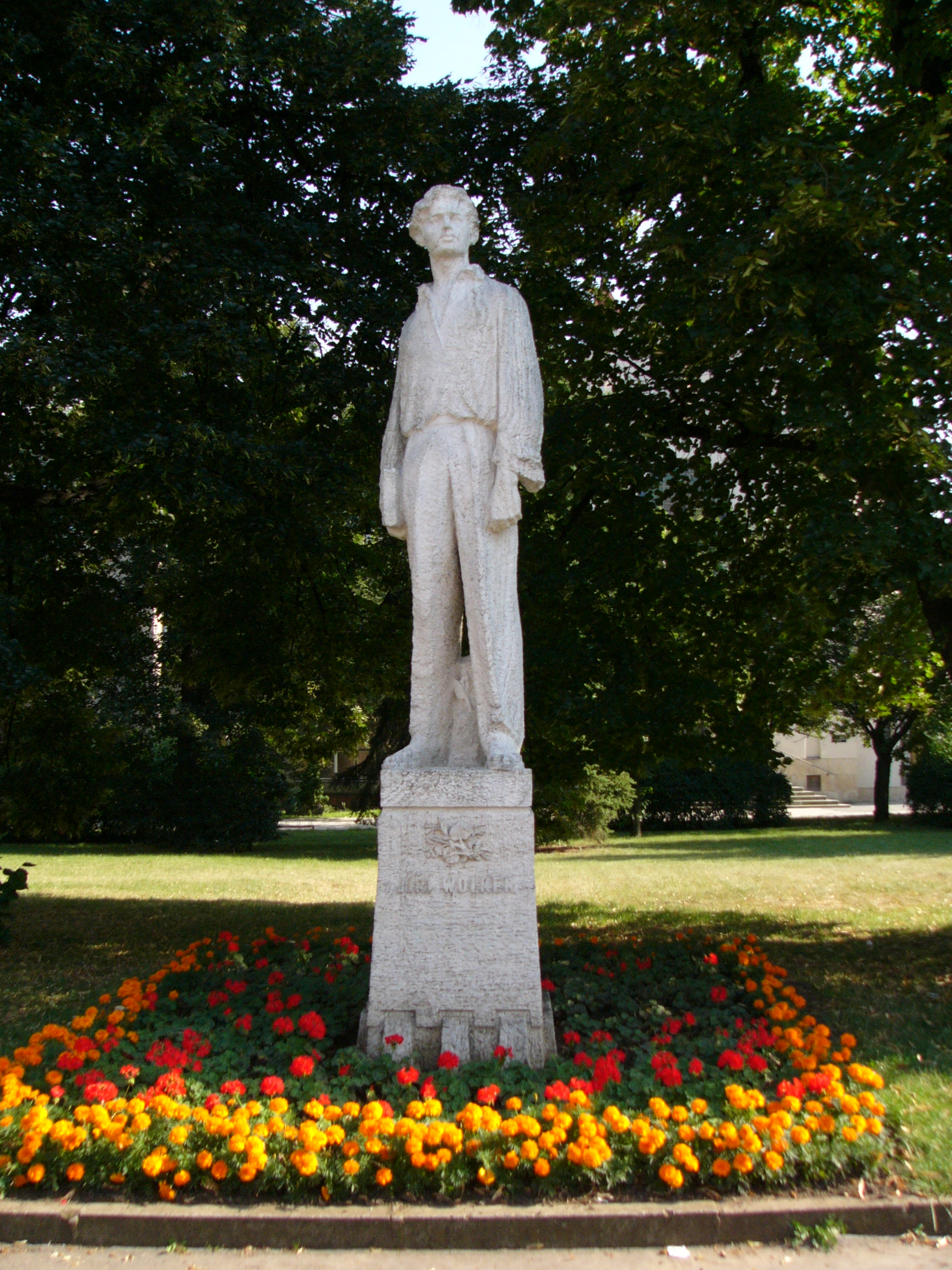
Statue von Jiří Wolker in Prostějov
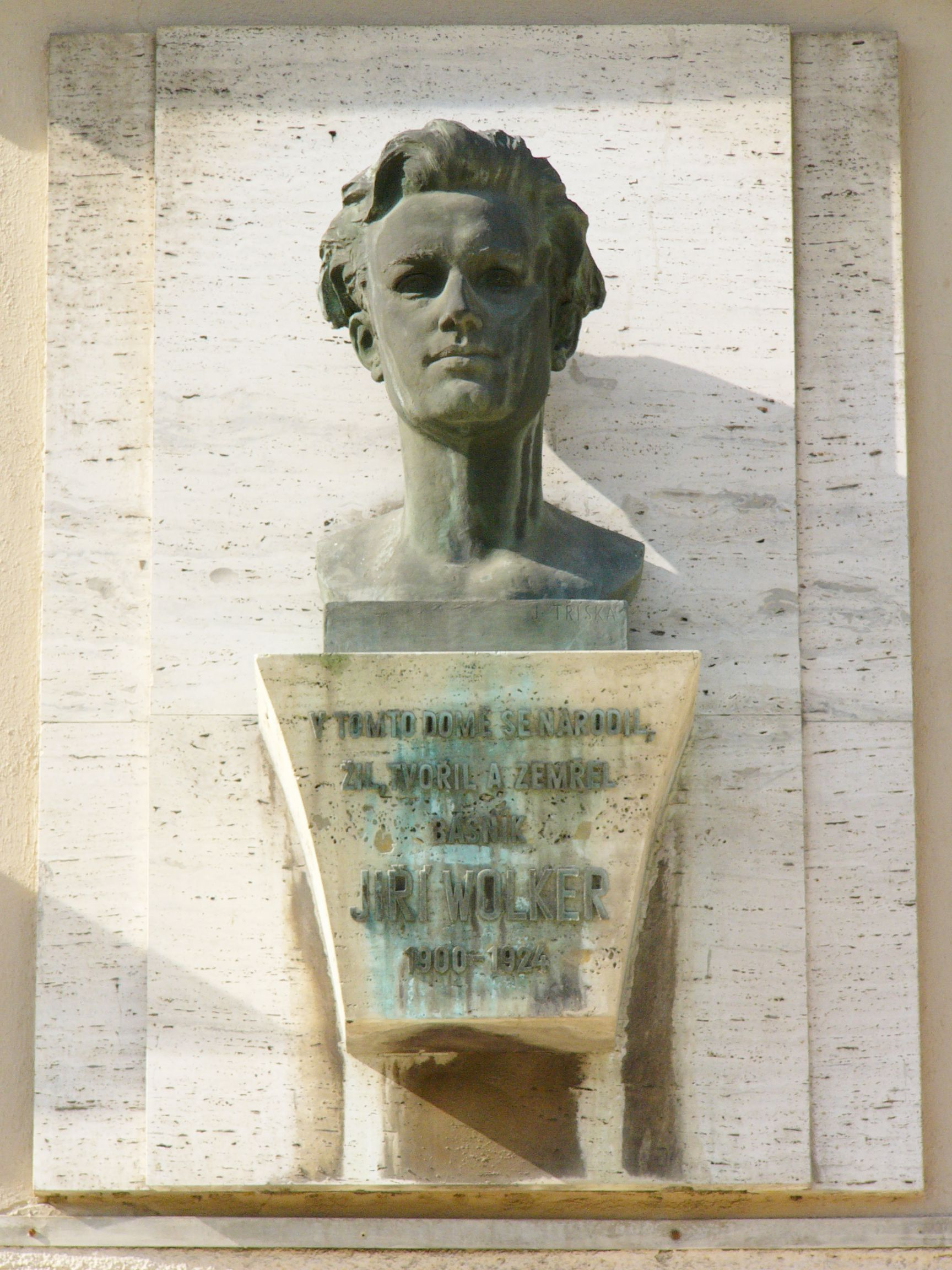
Büste von Jiří Wolker in Prostějov
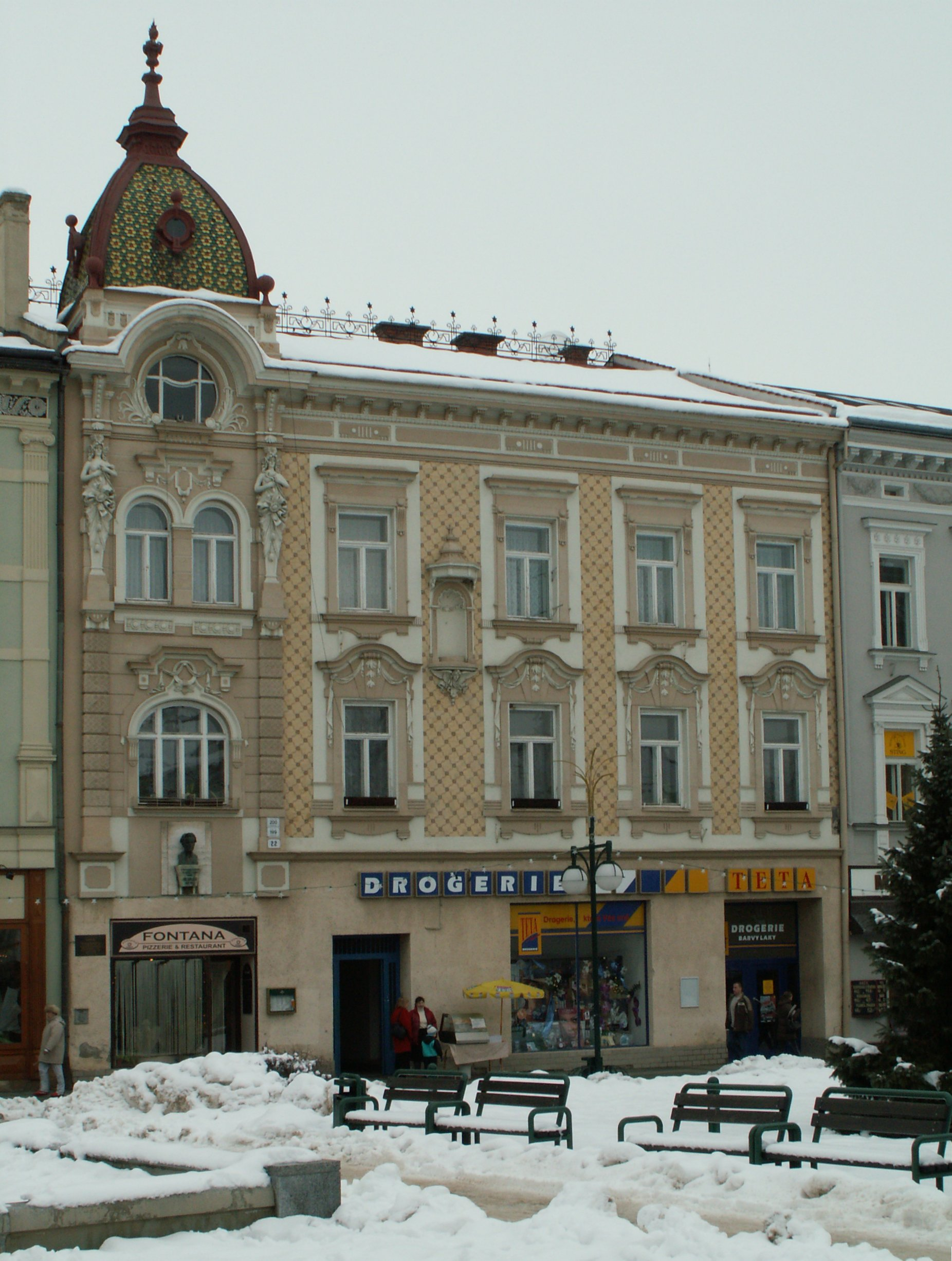
Geburtshaus von Jiří Wolker in Prostějov

## Werke
- Host do domu (Gast ins Haus), 1921
- Těžká hodina (Die schwere Stunde), 1922
- Tři hry (Drei Stücke), 1922

deutsche Ausgabe
- Jiří Wolker: Ich wachse wie der helle Tag. In: Ilse Seehase (Hrsg.): Reclams Universal-Bibliothek. 2., erweiterte und veränderte (1. illustrierte) Auflage. Band 178 Belletristik. Reclam, Leipzig 1977.